# Alexander Bard
Alexander Bard (1961.), pisac, domaćin televizijskog talk-showa te savjetnik Švedske vlade.
Poznati je glazbeni producent, pisac stihova i glazbe te autor više od 80 skandinavskih top hitova. Utemeljitelj je vodeće švedske producentske kuće Stockholm Records iz koje su potekle svjetski poznate grupe kao The Cardigans i Stakka Bo. Alexander vodi mrežu vodećih svjetskih filozofa i futurologa pod nazivom Power. Autor je, s Jan Söderqvistom, knjige "Netokracija - Nova elita moći i život poslije kapitalizma".
Živi i radi u Stockholmu u Švedskoj.  